# Stolt Anne

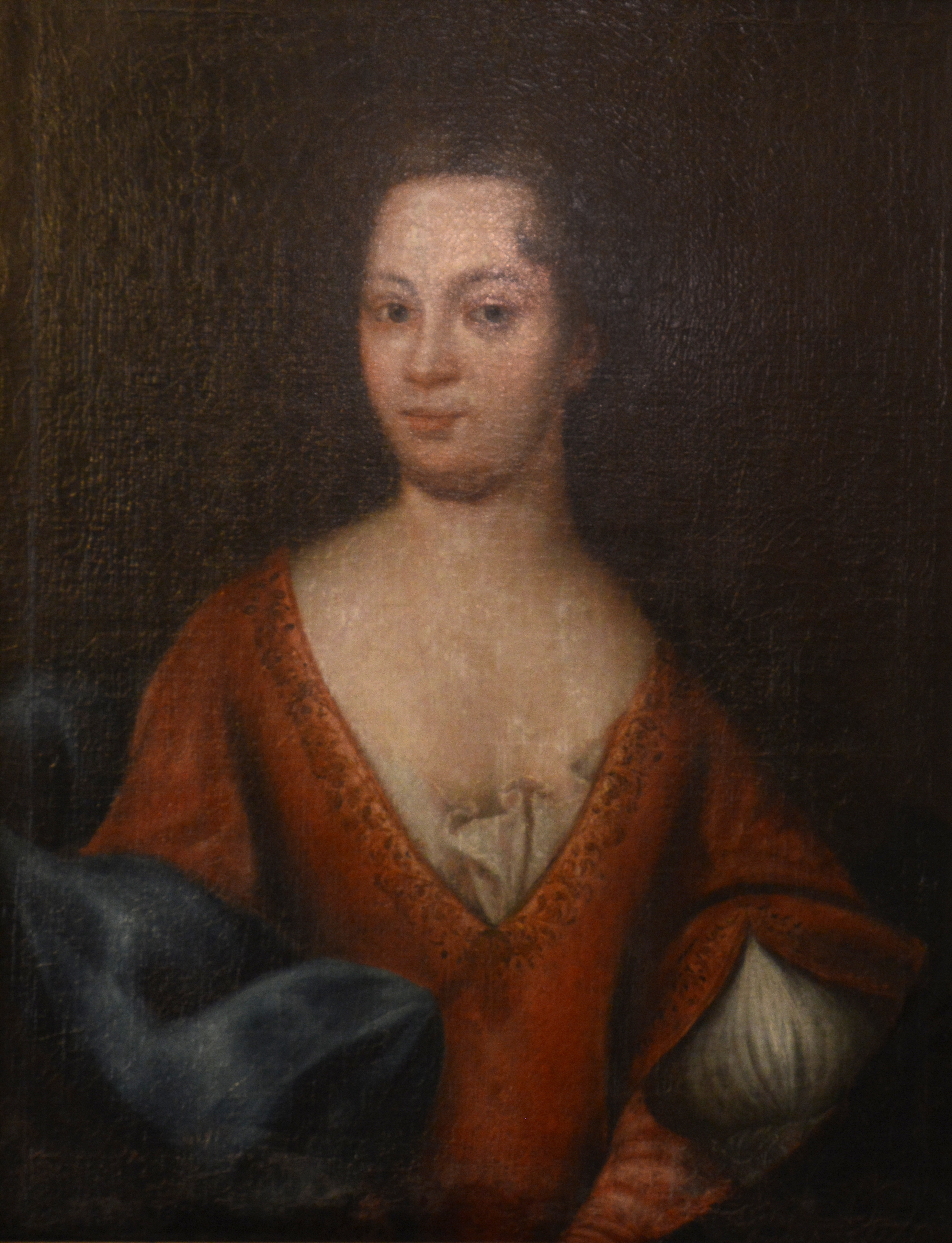
Maleri av Anne Clausdatter på Borgestad gård.

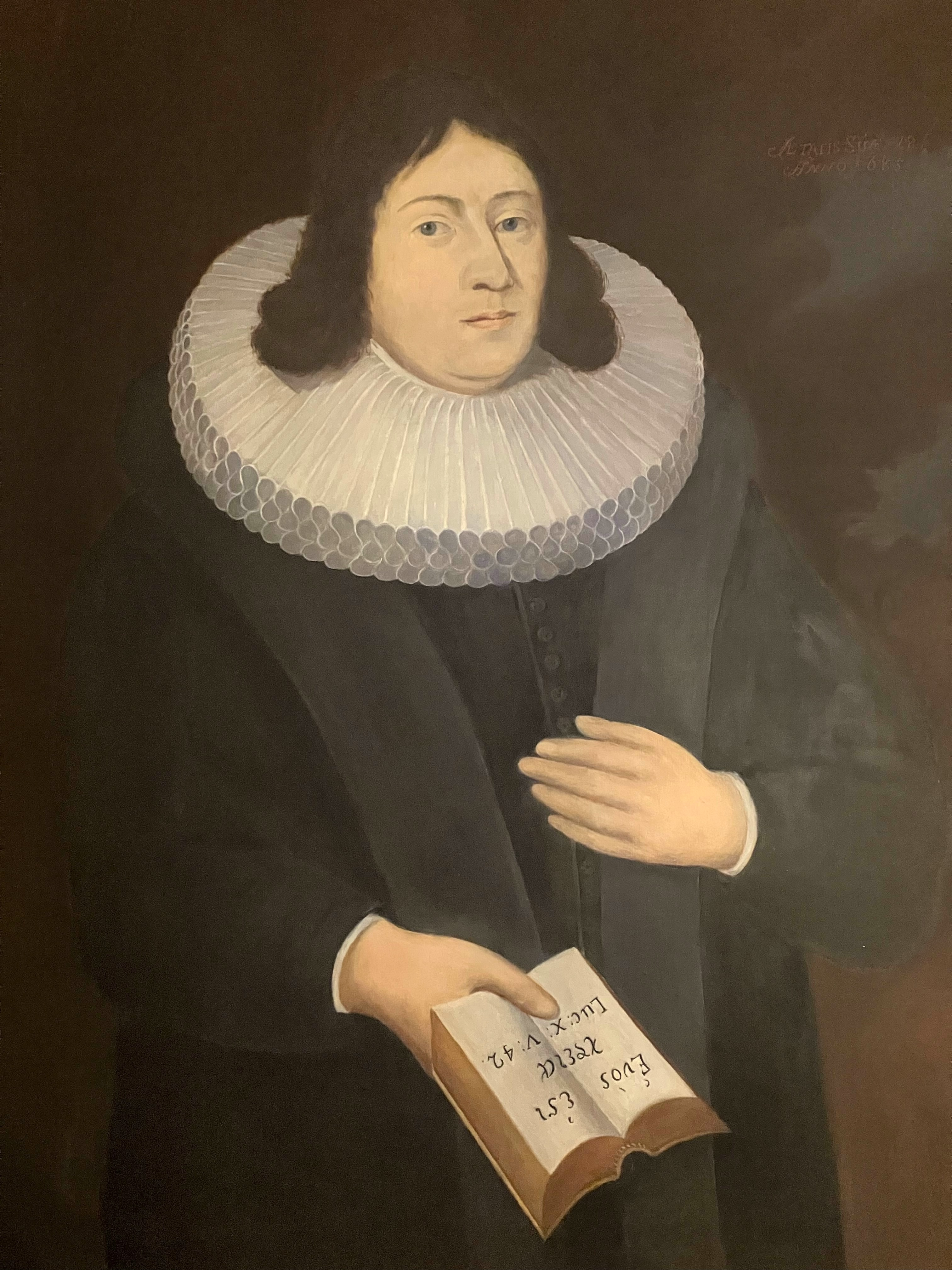
Hans Paus (målning från 1685, Ask gods, tidigare på Herresta)

Stolt Anne är en visa skriven av prästen Hans Paus (1656–1715) ca. 1700 som en hyllning till Anne Clausdatter (1659–1813) på Borgestad gård. Hans Paus var Annes brylling och gift med Annes kusin Susanne, som liksom Anne var dotterdotter till Borgestads första privata ägare Christen Andersen och Anne Gundersdatter.
Anne hade omfattande affärsintressen i Telemark. Hon beskrevs som ovanligt snäll och ärlig. Anne gav Hans Paus en lantegendom, Bukkøy, i Brageløn. Paus var kyrkoherde i Kviteseid och ägde ett antal gårdar där.
Stolt Anne var den första texten skriven på telemål (dialekt) och blev en populär folkvisa i Telemark. Magnus Brostrup Landstad tog med 12 verser av visan i samlingen Norske Folkeviser från 1853. Henrik Ibsen, en släkting till Hans Paus, parafraserade visan i dramat Fru Inger till Östråt med Anne i fru Ingers person.

## Text
Stolt Anne ho bur uppaa Borrestad gar
ho er seg blant frugur dei blide.
Ho sveiper seg baade i silke aa maar,
om henne gjeng segnin saa vide.
Gud laat hennar live evindeleg væl.
Ho fagnar sin Herre den adel so god
ein høvding i Norriges Rikje.
Ho tener kons konge te hest og te fot,
for ingjen saa vilde han virke.
Gud laat o.s.v.
Ho hjelper paa bonden, æ ingjen for stor
de maa me i fjødde berøma.
Ho æ fæ okkon ei dyktig bli mor
Gud sko hennar derfor berøma
Gud laat o.s.v.
Kjem du om Møno [morgenen]
hell mørkaste natt
ho helle seg alt mæ dæ sama
Ho skaggar kon konne, aa kongjen sin skat
Dæ tykkjest kon alti stor gama [glede]
Gud laat o.s.v.
Ho tor fulla gjeva kon mundgot i skaal
naar me koma trøytte aa arme.
Ho skaffar kon konne mæ reieleg maal
me turve kje syte aa banne.
Gud laat o.s.v.
So længje som me konne styre kons plog
saa lengje som kjyri vi trivast,
aa furu vi vexa uti kons skog
me hugnas mæ hennar allmenn liva,
Gud laat hennar live evindeleg væl.